# Richard Schorr
Richard Reinhard Emil Schorr (Kassel, 20 de agosto de 1867 - Bad Gastein, Salzburgo, 21 de septiembre de 1951), fue un astrónomo alemán. Especializado en trabajos astrométricos, estuvo ligado la mayor parte de su carrera al Observatorio de Hamburgo, del que fue director durante muchos años.

## Semblanza
Desde 1889 a 1891, Schorr trabajó como un editor asistente del Astronomische Nachrichten, en el observatorio de Kiel. En 1892 Schorr se convirtió en observador en el Observatorio de Hamburgo, donde tras la muerte de George Rümker terminó siendo su director.
Los principales intereses de Schorr fueron las posiciones (astrometría) y movimiento propio de las estrellas y las observaciones de los eclipses solares. Schorr inició varios proyectos de catalogación (el más popular es el AGK2). Desde 1905 a 1928 organizó 8 grandes expediciones para observar eclipses solares en diferentes partes del mundo, formando parte él mismo de siete de ellas.
Las observaciones para el catálogo AGK2 tuvieron lugar entre 1913 y 1920. Varios astrónomos del observatorio de Hamburgo tomaron más de 1700 placas fotográficas. Después de medir las placas, Schorr y el astrónomo danés Holger Thiele las usaron también para la búsqueda y determinación de la posición de cometas y asteroides. Así descubrieron treinta nuevos asteroides y un nuevo cometa, D/1918 W1 (Schorr), durante este periodo.
Con Schorr como director, el óptico Bernhard Schmidt consiguió disponer de las instalaciones y del tiempo necesario para experimentar con nuevos conjuntos ópticos, construyendo varios nuevos telescopios para el observatorio. En 1930 inventó la cámara de Schmidt, un telescopio con un muy amplio campo de visión y libre de elongaciones de imagen en los bordes de la placa (muy lejos del eje óptico). Schorr instó a Schmidt para que construyese la primera cámara de Schmidt en el observatorio de Bergedorf.
Durante el periodo nazi Schorr tuvo que renunciar al cargo de director debido a su edad. Su primera opción como candidato a su sucesión fue Walter Baade que se negó debido a las mejores condiciones de trabajo astronómicos en el Observatorio del Monte Wilson y en el Palomar que estaban en construcción. Pese a los deseos de los organismos nazis, Schorr pudo nombrar a Otto Heckmann como su sucesor en 1941.

## Eponimia
- El cráter lunar Schorr lleva este nombre en su memoria.[2]
- El asteroide (1235) Schorria también está nombrado en su honor.[3]

## Literatura
- J. Schramm, Sterne über Hamburg - Die Geschichte der Astronomie in Hamburg, 2nd edition, Kultur- & Geschichtskontor, Hamburgo 2010, ISBN 978-3-9811271-8-8